# Коложе
Коложе или Коложа или Коложо — городище, древний город-крепость, существовавший в XIV — начале XV веков как часть оборонительных сооружений Псковской земли, на прибрежье реки Кудка. Сохранилось лишь городище на возвышении в 1,5 км к востоку от современной деревни Литвиново (к западу от деревни Манушкино) в Пригородной волости Опочецкого района, в 11 км к востоку от города Опочка Псковской области России. В 5 км к востоку от городища расположено озеро Коложо, из которого вытекает река Коложо — приток Изгожки.

## Варианты названия
Название городища встречается в трёх изводах. Вариант «Коложе» относится к грамматической категории среднего рода, с парадигмой склонений как у слова «море». К среднему роду относится и вариант «Коложо».
В изводе «Коложа» склоняется как слово женского рода.

## История
Дата основания города-крепости точно не известна. Городище датируется XIV — XV веками. Учёные считают, что укреплённое поселение Коложе было построено в XIV веке наряду с созданием и укреплением других псковских пригородов-крепостей: на севере — Гдов, на западе — Изборск, на юге — Остров, Врев, Воронич, Велье, Красный Городец, среди которых город Коложе был самым южным.
Впервые Коложе упоминается в «Псковских летописях» под 1406 годом: Князь Литовский Витовт напал на Псковскую землю и «в феврале в пятый день, на память святыя мученицы Агафьи, первое прииде на Коложскую волость на Фарисеене недели въ пятокъ: оныхъ изсече, а иныя поведе во свою землю, а всего полону взяше 11 тысящъ мужей и женъ и детей, опроче сеченыхъ». Литовские войска, разорив город и разрушив деревянную крепость, увели 11 тысяч пленённых коложан в Литву, поселив их в районе города Гродно — ныне в Белоруссии, где местная Борисоглебская церковь благодаря новым прихожанам и поныне называется Коложской. Псковичи, вельяне, изборяне, вороничане и островичи, объединив силы, смогли настичь войско Витовта под Великими Луками, разбив его и вернув коложское знамя. Однако сам город Коложе так и не был восстановлен: в честь него называлось имевшееся здесь село Коложе, при котором была построена часовня во имя Святого Илии. За селом (затем, деревней) по имевшемуся здесь холму-остаткам крепости впоследствии закрепилось название Городище, но сегодня от деревни сохранилось лишь урочище Городище.
Вместо разрушенной крепости псковичи возвели «Новое Коложе», на другом месте: «Псковичи поставиша градъ Коложе на новомъ месте на Опочке, а сделаша весь у две недели въ осень по Покрове». По одной из версий, крепость была срублена севернее, на излучине реки Изгожка (в 20 км к востоку от современной Опочки): на месте современных городищ Изгоже или Удриха, а затем уже вместо «Нового Коложа» возникла крепость Опочка. По другой версии, наиболее распространённой, в 1414 году вместо старого Коложа и была построена крепость на реке Великой, названной городом Опочкой: именно на этом основана общепринятая дата первого упоминания города Опочка.
В 2013 году городище было разграблено неустановленными лицами.